# George Edward Gouraud

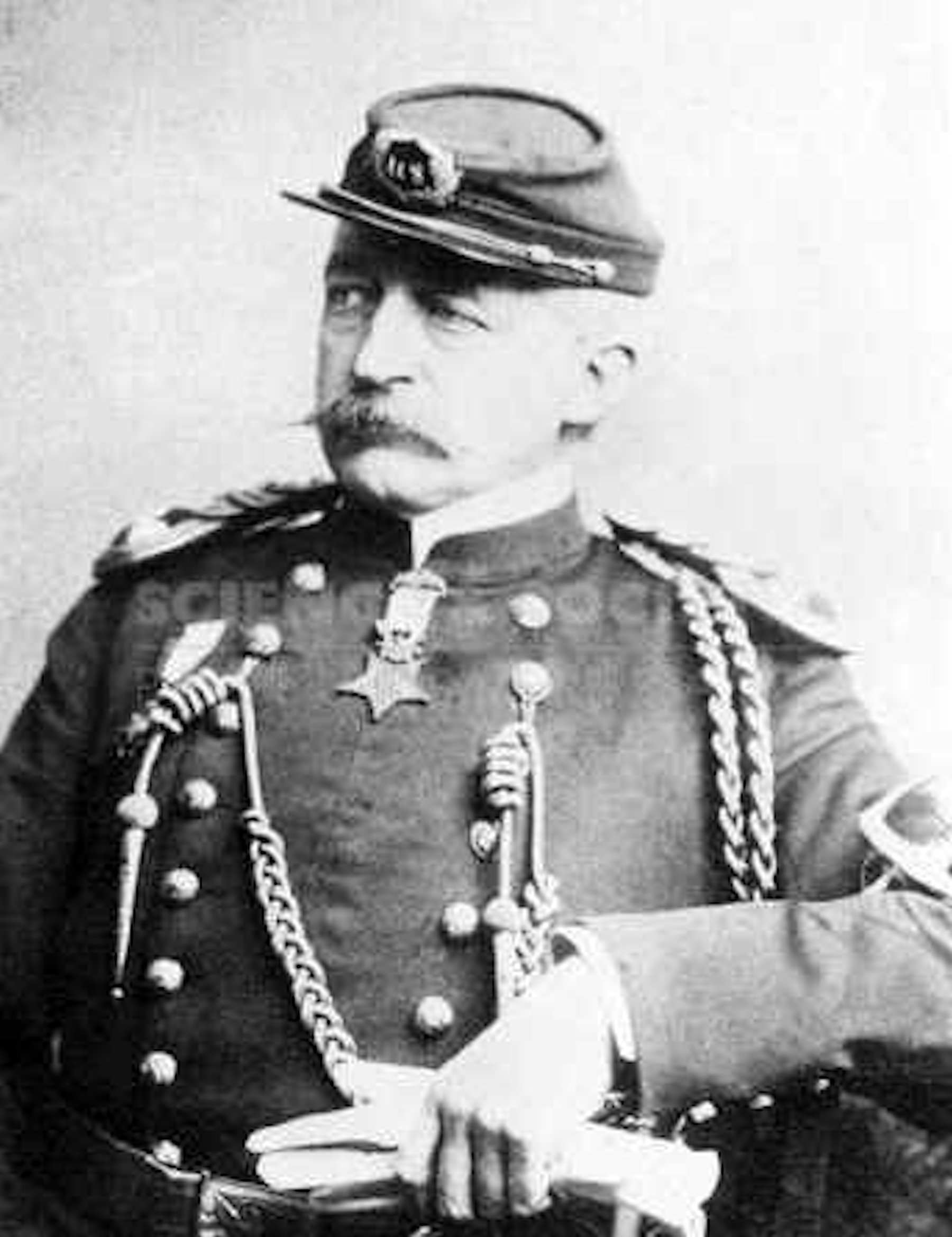
George Edward Gouraud

George Edward Gouraud (30 de junho de 1842 - 20 de fevereiro de 1912) foi um ganhador da Medalha de Honra da Guerra Civil Americana que mais tarde se tornou famoso por introduzir a nova tecnologia de gravação de áudio do cilindro fonográfico Edison na Inglaterra em 1888.

## Guerra Civil
Ele era filho do engenheiro francês François Fauvel Gouraud (1808–1847), que veio para os Estados Unidos em 1839 para introduzir a tecnologia daguerrotípica para fotografia. Ambos os pais morreram no verão de 1847. Gouraud lutou pelo Exército dos Estados Unidos durante a Guerra Civil de 1861 a 1865 e recebeu a Medalha de Honra por bravura como capitão da 3ª Cavalaria Voluntária de Nova York em 30 de novembro de 1864. Ele foi posteriormente promovido a tenente-coronel. Após a guerra, ele se tornou um companheiro do Comando de Nova York da Ordem Militar da Leal Legião dos Estados Unidos.

## Trabalhando para Edison
Ele se mudou para Londres a pedido do magnata da American Railway William Jackson Palmer para promover o sistema de telégrafo Edison. Gouraud não conheceu o próprio Edison até 1874, quando este foi enviado para demonstrar um novo equipamento que ele havia inventado aos correios britânicos. Como um entusiasta de novas invenções elétricas, no final da década de 1880 e início da década de 1890, ele tinha muitos aparelhos instalados em sua casa em Beulah Hill, Upper Norwood, no sul de Londres, que ele renomeou como "Little Menlo" em homenagem a Menlo Park, Nova Jersey, onde as instalações de pesquisa de Edison estava situado.

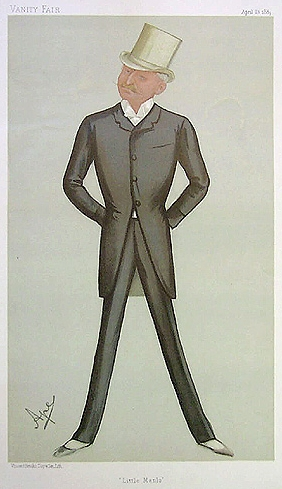
Gouraud como caricaturado por Ape (Carlo Pellegrini) na Vanity Fair, abril de 1889

## O fonógrafo Edison
Em 1888, Thomas Edison enviou seu fonógrafo "Aperfeiçoado" para Gouraud em Londres e em 14 de agosto de 1888, Gouraud apresentou o fonógrafo a Londres em uma coletiva de imprensa, incluindo a execução de um piano e gravação de corneta de "The Lost Chord" de Arthur Sullivan", uma das primeiras gravações de música já feitas.
Seguiu-se uma série de festas, apresentando o fonógrafo aos membros da sociedade em "Little Menlo". Sullivan foi convidado para um deles em 5 de outubro de 1888. Após o jantar, ele gravou um discurso para ser enviado a Thomas Edison, dizendo, em parte:

Só posso dizer que estou surpreso e um tanto apavorado com o resultado dos experimentos desta noite: surpreso com o maravilhoso poder que você desenvolveu e aterrorizado com a ideia de que tanta música horrível e ruim possa ser gravada para sempre. Mas, mesmo assim, acho que é a coisa mais maravilhosa que já experimentei e parabenizo você de todo o coração por essa descoberta maravilhosa.
Gouraud reuniu uma pequena equipe de gravadores que viajou pelo país promovendo o fonógrafo e também se envolveu na tomada das vozes de muitos grandes vitorianos. Em 1890, ele concebeu a produção de três discos de cilindro de personalidades relacionadas à Guerra da Criméia para serem tocados para caridade em auxílio de velhos soldados aflitos daquela campanha. Em 15 de maio de 1890, Charles Stytler viajou para Freshwater, a Ilha de Wight, para registrar Lord Tennyson (1809–1892) lendo The Charge of the Light Brigade.
- 30 de julho de 1890, Florence Nightingale (1820–1910) dirigindo-se a seus "queridos velhos camaradas de Balaclava" de 10 South Street, Park Lane, Londres, sua casa. O gravador foi CRJohnson [5]
- 2 de agosto de 1890, Martin Lanfried (1834–1902) tocando corneta na Edison House, Londres, corneta usada na Batalha de Waterloo em 1815.[6]

## Anos posteriores
Em 1898, Gouraud conheceu Horace Short, o mais jovem dos três irmãos da Short Brothers empresa de aviação, posteriormente e por dois anos financiou suas pesquisas em amplificação de ar comprimido em Hove, Sussex, Inglaterra. A invenção - uma melhoria no Aerophone de Edison de 1878 - foi chamada de Gouraudphone e demonstrada na Exposição Universal de 1900 em Paris. Em 1900, Horace apresentou seus irmãos Eustace e Oswald a Gouraud, que também os financiou e deu-lhes uma oficina em Hove para desenvolver seus balões destinados à observação militar. Em 1904, Gouraud era o "Governador Geral" do milionário açucareiro francês. Em 1909 ele faliu.